# Lacamas
Lacamas az Amerikai Egyesült Államok északnyugati részén, Washington állam Lewis megyéjében elhelyezkedő önkormányzat nélküli település.
Lacamas postahivatala 1918 és 1927 között működött.